# Pankracy Klemme
Pankracy Klemme (ur. ok. 1475 w Jeleniej Górze, zm. 1546 w Gdańsku) – dominikanin, kaznodzieja, osobisty znajomy Marcina Lutra, przywódca protestantyzmu w Gdańsku i tamtejszy proboszcz. W 1529 wprowadził do kościoła Mariackiego w Gdańsku  nabożeństwa luterańskie. Pochowano go pod amboną kościoła Najświętszej Panny Marii w Gdańsku.